# منشار

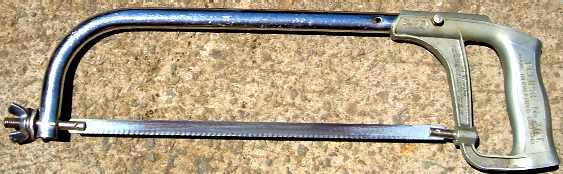
منشار معادن

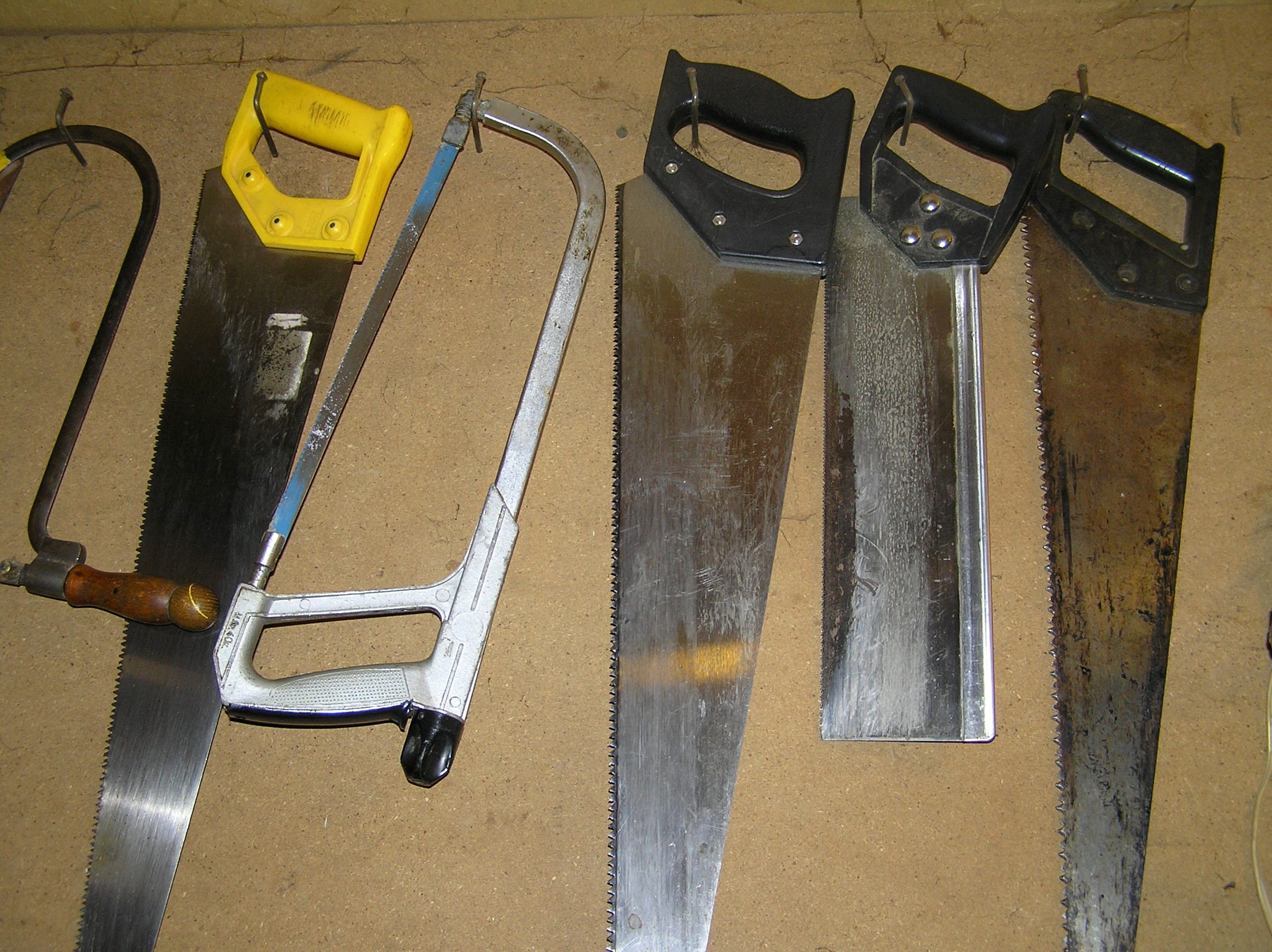
مناشير يدوية

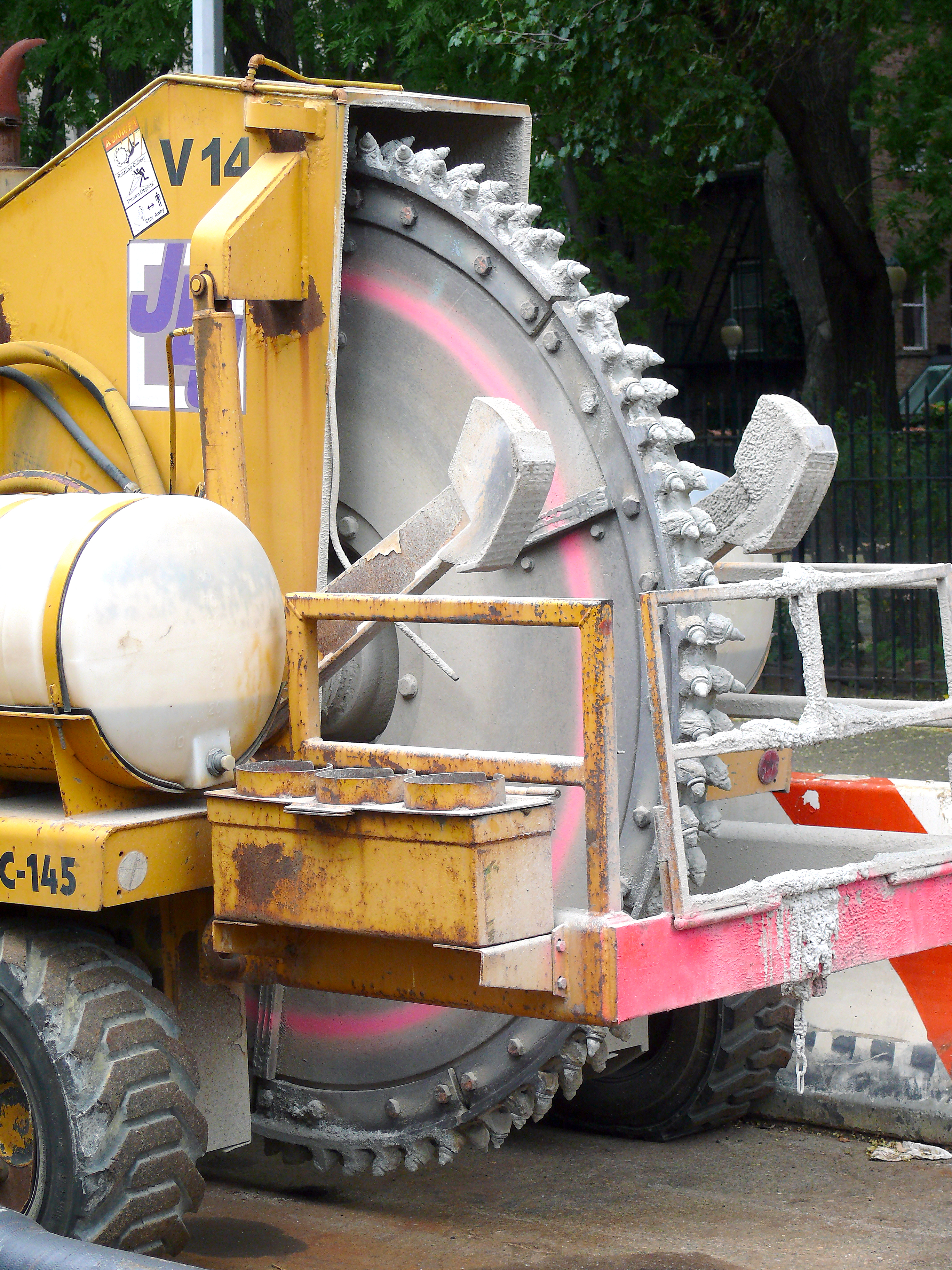
منشار لقطع الخرسانة

المنشار أداة لقطع ونشر المواد، لكل مادة هناك منشار خاص بها,
فهناك مناشير للحديد ومناشر للخشب ومناشير للبلاستك. أسنان أداة النشر وعدد أسنان في السنتيمتر الواحد ونوع مادة أداة النشر لها أهمية خاصة ومواصفات محددة لنوع المادة المراد استخدامها لها.

## أنواع المناشير

### المناشير اليدوية
- المنشار اليدوي يأخذ أشكال مختلفة، إلا أنها جميعا تحوي على حامل لأداة النشر المسننة وممسك ليقبض عليه الشخص عند نشر مادة ما.وهي كلتالي

### المناشير الآلية

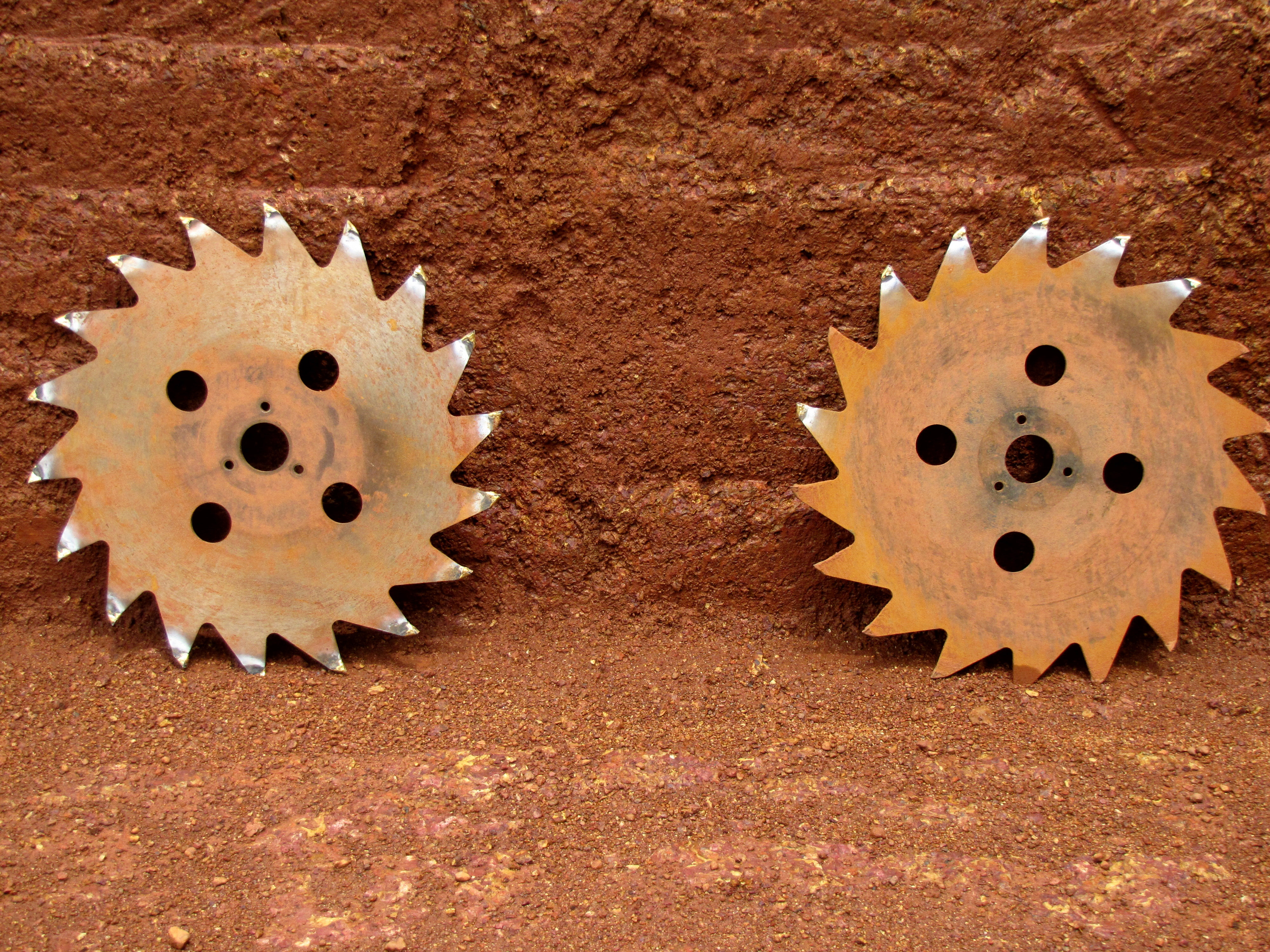
نصل منشار حجر

هناك مناشير يدوية وأخرى آلية وموضوع القطع والنشر للمواد من أخشاب أو مواد معدنية تغطيها أختصاصات وخبرات خاصة في الصناعة.

## الأنواع
للخشب
- منشار التمساح
- منشار سراق الظهر
- منشار الزوانة
- منشار المنحنيات
- منشار التخريقة

وللحديد
- منشار الحديد اليدوي
- منشار الصينية
- مناشر التخريقة

وأيضا
- منشار شريطي [الإنجليزية]
- منشار دائري أو منشار قرصي
- منشار شطب [الإنجليزية] لصنع زاوية مشطوبة (زاوية مائلة)
- منشار قوسي
- منشار قطل أو منشار تقوير
- منشار قطع النماذج أو منشار منحنيات
- منشار زخارف
- منشار إطاري
- Crosscut لنشر الخشب معارضا لأساريع (أو حبك) الخشب
- منشار جنزيري
- منشار احتكاك [الإنجليزية]